# Pseudohermonassa evelynae
Pseudohermonassa evelynae là một loài bướm đêm trong họ Noctuidae.